# High Nunatak
High Nunatak är en nunatak i Antarktis. Den ligger i Västantarktis. Chile gör anspråk på området. Toppen på High Nunatak är 1 276 meter över havet, eller 151 meter över den omgivande terrängen. Bredden vid basen är 3,7 km.
Terrängen runt High Nunatak är platt åt nordost, men åt sydväst är den kuperad.  Trakten är obefolkad. Det finns inga samhällen i närheten. 